# Руново (Чарнковсько-Тшцянецький повіт)
Руново (пол. Runowo, нім. Runau) — село в Польщі, у гміні Тшцянка Чарнковсько-Тшцянецького повіту Великопольського воєводства.
Населення — 364 особи (2011).
У 1975-1998 роках село належало до Пільського воєводства.

## Демографія
Демографічна структура станом на 31 березня 2011 року:
|          | Загалом | Допрацездатний вік | Працездатний вік | Постпрацездатний вік |
| -------- | ------- | ------------------ | ---------------- | -------------------- |
| Чоловіки | 193     | 51                 | 129              | 13                   |
| Жінки    | 171     | 40                 | 102              | 29                   |
| Разом    | 364     | 91                 | 231              | 42                   |